# Tasnádi Ruber Mihály
Tasnádi Ruber Mihály (Tasnád, ? – Magyarigen, 1618. szeptember 24.) református lelkész, az Erdélyi református egyházkerület püspöke 1605-től haláláig.

## Élete
Hazai tanulása után külföldre ment és 1587 novemberében a wittenbergi egyetemre iratkozott be. Hazájába 1591 őszén visszatérve, előbb Bánffyhunyadon, hol 1600-ban a kolozskalotai esperességet is viselte, azután Nagyenyeden lett lelkész. Miután 1605. március 7-én erdélyi püspökké választatott már mint ilyen Magyarigenbe ment papnak. 1605. szeptember 17-én a medgyesi országgyűlésre beadott előterjesztése folytán Bocskai fejedelem a papok özvegyeit és gyermekeit fölmentette minden teherviselés alól; ezt 1618-ban Bethlen fejedelem is megerősítette. 43 kanont szedett össze; ezeket az 1606-ban marosvásárhelyi szinódus helybenhagyta. A fejérvári elpusztult templomot felépíttette.
Püspöki működése több szempontból nevezetes, de főként a róla „Canoses Ruberiani” (Ruber-féle kánonok) névvel emlegetett és 1606-ban létrejött egyházi rendszabályokról. Üdvözlő verset írt Albinus Jánoshoz (1588), Csanádi Jánoshoz (1588) és Tolnai Garai Jánoshoz (1589).